# Balduin al II-lea de Flandra
Balduin al II-lea, supranumit cel Pleșuv (n. 863 d.Hr. – d. 10 septembrie 918 d.Hr., Gent, Comitatul Flandra), a fost al doilea conte de Flandra din 879 până la sfârșitul vieții.  

## Viața
Balduin a fost fiul contelui Balduin I de Flandra și al Iuditei, fiica regelui Carol cel Pleșuv, și prin aceasta descinzând din Carol cel Mare. În 884 Balduin s-a căsătorit cu Aelfthryth (Elftrude, Elfrida), fiică a regelui Alfred cel Mare al Wessexului. Scopul imediat al acestei alianțe anglo-flamande era acela al sprijinirii lui Balduin în controlul asupra văii inferioare a râului Canche.
Primii ani de domnie ai lui Balduin au fost marcați de o serie de raiduri devastatoare din partea vikingilor asupra Flandrei, într-o perioadă în care doar puține teritoriile situate la nord de Somme rămâneau nedevastate de aceștia. Către 883 el a fost nevoit să se mențină la nord de zona mlăștinoasă a pagus flandransis care de atunci a devenit teritoriul asociat conților de Flandra. Balduin a construit o serie de fortificații din lemn la Saint-Omer, Bruges, Ghent și Courtrai și a achiziționat acele teritorii care fuseseră abandonate de oficialii regali și ecleziastici. Multe dintre aceste pământuri vor forma ulterior teritorii care să adăpostească instituțiile de guvernământ, miliția și curțile locale.
În 888 regele francilor de vest Carol cel Gras a fost depus și au apărut mai multe candidaturi în vederea succesiunii sale. Din poziția pe care o avea de nepot al lui Carol cel Pleșuv, fost rege al Franciei apusene și apoi împărat roman, Balduin ar fi putut candida pentru coroana Franciei apusene, însă nu a făcut-o. În schimb, el s-a raliat altora în tentativa de a-l convinge pe regele din Francia răsăriteană, Arnulf de Carintia să preia și coroana Franciei apusene, lucru pe care Arnulf l-a refuzat. În cele din urmă, contele Odo de Paris a fost ales rege, care însă nu a sprijinit încercările lui Balduin de a obține controlul asupra abației St. Bertin. Cei doi au intrat în conflict, iar atunci când Odo l-a atacat pe Balduin la Bruges, nu a reușit să îl supună. Balduin și-a continuat expansiunea către sud și a obținut controlul asupra Artois, inclusiv asupra importantei abații de St. Vaast. Atunci când abația a trecut sub jurisdicția arhiepiscopului Fulc de Reims, Balduin a ordonat asasinarea acestuia în 900. Atunci când încercării sale de a-și extinde dominația la sud de râul Somme i s-a opus contele Herbert I de Vermandois, Balduin nu s-a dat în lături să ordone și asasinarea acestuia.
Balduin a murit la 10 septembrie 918 la Blandinberg (în apropiere de Gent) și a fost succedat de fiul său mai mare Arnulf I. Fiul său mai mic, Adelolf, a devenit primul conte de Boulogne.

## Familia
Căsătorit cu Aelfthryth, fiica lui Alfred cel Mare, Balduin a avut următorii urmași:
- Arnulf (c. 890–964), căsătorit cu Adela de Vermandois;[3]
- Adelolf (c. 890–933), conte de Boulogne;[3]

Blazonul Conților de Flandra

- Ealswid;[3]
- Ermentruda.[3]